# Alexandra Grant
Alexandra Grant (Fairview Park, 4 de abril de 1973) es una artista estadounidense. Utiliza el lenguaje e intercambios con escritores como fuente de inspiración para confeccionar esculturas, pinturas, dibujos y videos. Grant examina el proceso de escritura e ideas basadas en la teoría lingüística a medida que se conecta con el arte, y crea imágenes visuales inspiradas en texto e instalaciones grupales colaborativas basadas en ese proceso.

## Biografía
Grant nació en Coyoacán, México. Por los trabajos de sus padres vivió en África y Oriente Medio. Cuando estos se divorciaron, ella se fue con su madre a vivir a la Ciudad de México, donde asistió a una escuela británica que estaba compuesta por un cuerpo estudiantil multinacional. Cuando tenía 11 años, Grant asistió a un internado en San Luis, Misuri, durante un año. Poco después, se mudó con su madre a París, donde asistió a la Escuela Internacional de París. A partir de estas experiencias en varios lugares de Europa y Oriente Medio, Grant es trilingüe; habla inglés, español y francés.
En 1994, Grant se graduó de Swarthmore College con una licenciatura en historia y estudio del arte. En 2000, se graduó de la Facultad de Artes de la Universidad de California en San Francisco, con una maestría en dibujo y pintura.

## Carrera
La primera exposición individual de Grant en un museo fue en 2007, organizada por la curadora Alma Ruiz, en el Museo de Arte Contemporáneo de Los Ángeles (MOCA). El catálogo de la exposición presentó las obras en papel a gran escala de Grant, un ensayo sobre la obra de Grant realizado por Ruiz y un ensayo que inspiró a Grant de Hélène Cixous, escritora y filósofa francesa.
Grant es conocida como una "colaboradora radical". El más largo de sus intercambios fue con el escritor pionero de ficción de hipertexto, Michael Joyce. Las pinturas y esculturas basadas en los textos de Joyce (utilizándolas como partituras o guiones para interpretar, en lugar de seguir) han sido objeto de al menos tres series: el Cuarteto Ladder (expuesto en MOCA en 2007), los Seis Portales (expuesto en la galería Honor Fraser en 2008), y Cuerpos (expuesto en la galería Honor Fraser en 2010).
En 2013, Grant colaboró en series gemelas de exposiciones con Cixous. "Forêt Intérieure/Interior Forest" tuvo lugar primero en el 18th Street Arts Center en Santa Mónica, y en Mains d'Oeuvres en Saint-Ouen, Francia. Los asistentes se unieron a Grant para crear dibujos a gran escala de la novela de Cixous, que trató sobre diversas temáticas, incluida la telepatía en el trabajo de Cixous, Jacques Derrida y Sigmund Freud. Grant y Cixous hablaron sobre su relación telepática en 2013 como parte de una conversación en Mains d'Oeuvres a Nottingham Contemporary en 2016, 18th Street Arts Center publicó el "Forêt Intérieure / Interior Forest" para agradecer a los participantes en el proyecto, un catálogo que incluye fotografías de ambas exposiciones y ensayos de Cixous, Grant, la curadora Pilar Tompkins Rivas, Robert Nashak y una transcripción de la conversación de 2013 con Cixous.
Grant continuó su evolución estilística en 2013, cuando comenzó a exponer sus obras "Century of the Self", primero en el Museo Fisher de la USC en 2013 "Drawn to Language", en la Galería Lora Reynold en Austin, Texas, en 2014, en 2015 en la exposición "Debemos arriesgarnos a deleitarnos: 20 artistas de Los Ángeles" en la Bienal de Venecia y en una exposición para dos personas con Steve Roden en el Museo de Arte de California de Pasadena "Estos claveles desafían el lenguaje". Estas obras están inspiradas en el documental "Century of the Self" del documentalista de la BBC Adam Curtis.
En 2015, Grant comenzó a exhibir su núcleo actual de trabajo en la pintura “Antígona 3000”, inspirado en el mito griego, y específicamente una frase en la obra de Sófocles donde Antígona se enfrenta a su tío Creonte, el rey, y dice: "Nací para amar, no para odiar". Las obras pertenecientes a "Antigone 3000" se han exhibido en el Barnsdall Art Center, cuando Grant ganó el Premio Mid-Career Artist Award (COLA) de la ciudad de Los Ángeles en 2015, y en 2017 en el Museo de Arte del Condado de Los Ángeles (LACMA) como parte de la exposición "L.A. Exuberancia: regalos recientes de artistas".
En 2017, Grant escribió el texto de Antigone is me (Antígona soy yo) con su hermana, Florence Grant. La exhibición es una instalación basada en la comunidad que se lleva a cabo en The Archer School for Girls en Los Ángeles.
Grant ha citado a R.B. Kitaj como una de sus influencias.

### Docencia
De 2009 a 2011, fue profesora adjunta en Art Center College of Design (Pasadena, California). En 2010, dictó un seminario de MFA en Cal State Northridge y de 2013 a 2014 fue mentora en el programa de MFA a distancia del Pacific Northwest College of Art. En 2015, fue mentora del programa MFA en la Universidad de Syracuse y dirigió un curso junto con Isabelle Lutterodt en la Universidad de Ashesi en Acra, Ghana.

### Película
En 2015, como parte de una residencia en el Centro Bemis de Arte Contemporáneo en Omaha, Nebraska, Grant dirigió una película documental llamada Taking Lena Home. La película trataba sobre devolver una lápida robada a la zona rural de Nebraska.

### Libros
A principios de 2011, Gerhard Steidl publicó Oda a la felicidad, la primera colaboración de Grant con Keanu Reeves. Fue el primer libro de artista de Grant y el primer libro de Reeves como escritor.
En 2016, Grant y Reeves se reunieron para su segunda colaboración, Shadows, un libro y un conjunto de imágenes fotográficas impresas por Steidl en Alemania. Las fotografías fueron exhibidas en la Galería ACME en Los Ángeles y en la Galería Ochi en Sun Valley, Idaho.

### X Artists' Books
En 2017, Grant y Reeves fundaron una pequeña compañía editorial de libros de artistas llamada X Artists 'Books, a veces abreviada XAB.

## Filantropía
En 2008, Grant fundó el proyecto filantrópico grantLOVE, que produce y vende obras de arte y ediciones originales para beneficiar proyectos de artistas y organizaciones sin fines de lucro. El proyecto grantLOVE ha apoyado a organizaciones artísticas tan diversas como Heart of Los Angeles (HOLA) (Los Ángeles, California), The Union For Contemporary Art (Omaha, Nebraska), entre otras organizaciones artísticas.
A pesar de la declaración de la artista, el Proyecto GrantLove no está registrado en el servicio de impuestos internos de Estados Unidos como una Organización sin fines de lucro.

## Selección de premios y honores
- 1999: Colegio de Artes y Oficios de California, Richard K. Becaria.
- 2007: California Community Foundation, Premio de la portada de los artistas.
- 2007: La Fundación Frederick R. Weisman (Los Ángeles, California) otorga fondos para "Wallpaper (la escalera al cielo)", 2007, un fondo de pantalla impreso digitalmente que se instaló en MOCA, abril-agosto de 2007.
- 2007: Durfee Foundation, ARC Grant para proyecto en Contemporary Museum (Baltimore, Maryland).
- 2011: Beca de la Fundación Pollock-Krasner.
- 2011: Beca de artista de mitad de carrera de la Fundación Comunitaria de California.[22]
- 2013: Décimo octavo Centro de artes callejeras (Santa Mónica, California), residencia.[23]

- 2015: Bemis Centro para Arte Contemporáneo (Omaha, Nebraska), residencia.[24]
- 2015: City of Los Angeles Cultural Affairs Department, COLA 2015, Individual Artists Fellowship[25]
- 2018: SOMA (Ciudad de México, México), residencia.[26]
- 2019: Vermont Studio Center (Johnson, VT), artista visitante.[27]

## Dirección
- 2009–presente: 2009-presente: Watts House Project, fundadora presidenta de la junta.[28]
- 2014–presente: Proyecto X (editor de X-TRA), miembro de la junta asesora.
- 2016–presente: Bemis Centro para Arte Contemporáneo (Omaha, Nebraska), miembro de la junta.[29]

### Posiciones anteriores
- 2013: LAXART (Los Ángeles, California), miembro de la junta asesora.
- 2016: 18th Street Arts Center (Santa Mónica, California), miembro del directorio.
- 2016: Women's Center for Creative Work (Los Ángeles, California), miembro del directorio.

## Selección de exposiciones

### Exposiciones individuales
- 2013: "Forêt Intérieure/Interior Forest", 18th Street Arts Center (Santa Mónica, California) y Mains d'Œuvres (Saint-Ouen, Francia).[30][31]
- 2016: “ghost town”, 20th Bienal de Arte Paiz (Ciudad de Guatemala, Guatemala) colaboración con la poeta Vania Vargas en un proyecto de dibujo participativo a gran escala.
- 2017: "Antigone is you is me", Eastern Star Gallery, Archer School for Girls (Los Ángeles, California).[13]
- 2019: "Born to Love", Lowell Ryan Projects (Los Ángeles, California).[32][33]
- 2020: "Solo Booth", Marfa Invitational (Marfa, Texas) – próxima.

### Exposiciones grupales
- 2008: "Watts House Proyect" a través del programa de residencia de artistas del Hammer Museum.[34]
- 2012: "Postscript: Writing After Conceptual Art", Museo de Arte Contemporáneo de Denver (Denver, Colorado).[35]
- 2012: "Drawing Surrealism", Los Angeles County Museum of Art (Los Ángeles, California).[36]
- 2013: "Drawn to Language", trabajo titulado "Century of the Self", USC Fisher Museum of Art (Los Ángeles, California).[37]
- 2014: "Postscript: Writing After Conceptual Art", MSU Broad Museum en la Universidad Estatal de Míchigan (East Lansing, Michigan).[38]
- 2015: "These Carnations Defy Language" con Alexandra Grant y Steve Roden, Pasadena Museum of California Art (Pasadena, California).[39]

## Selección de colecciones
- Galería de Arte de Ontario (Toronto, Canadá).
- Blanton Museum of Art (Austin, Texas).
- Hammer Museum (Los Ángeles, California).
- Museo de Arte del Condado de Los Ángeles (LACMA) (Los Ángeles, California).
- Museo Santo Domingo (Antigua, Guatemala).
- Museo de Arte del Condado de Los Ángeles (MOCA) (Los Ángeles, California).
- Orange County Museum of Art (Santa Ana, California).

## Selección de trabajos y publicaciones
- Reeves, Keanu (escritor); Grant, Alexandra (dibujos y diseño de libro) (2011).  Bergam, Janey, ed. Ode to Happiness. Göttingen: Steidl Publishers. ISBN 9783869302096. OCLC 756797130.
- Reeves, Keanu (escritor); Grant, Alexandra (fotografías) (2014). Shadows: A Collaborative Project by Alexandra Grant and Keanu Reeves. Göttingen: Steidl Publishers. ISBN 9783869308272. OCLC 965117169.
- Grant, Alexandra (2014). Grasshoppers. Osceola, NE: Polk County Historical Society.
- Grant, Alexandra; Wood, Eve (imágenes) (2017). The Artists' Prison. South Pasadena: X Artists' Books. ISBN 9780998861616. OCLC 1057672451.